# تینکربل و گنج گمشده
تینکربل و گنج گمشده (انگلیسی: Tinker Bell and the Lost Treasure) یک فیلم پویانمایی در ژانر ماجراجویی و فانتزی به کارگردانی کلی هال است که توسط والت دیزنی پیکچرز ساخته و در سال ۲۰۰۹ منتشر شد.